# Beiçola da Privacy
Martina Oliveira (Porto Alegre, 2 de abril de 2003), mais conhecida como Beiçola da Privacy, é uma camgirl brasileira que atua nas plataformas Privacy e OnlyFans. É conhecida pelo seu marketing agressivo, e em 2023 alcançou o top 1 do Privacy.

## Biografia
Seu primeiro emprego foi como empacotadora, aos 14 anos. Martina era dona de um sex shop online e trabalhava em um shopping. Ela foi assaltada em dezembro de 2018 e abriu uma conta em sites adultos para conseguir dinheiro rápido para comprar um novo celular. De acordo com Martina, ela conseguiu o valor necessário em dois dias. Pelo sucesso, ela abriu uma conta no TikTok, na qual viralizou com vídeos como reclamando do valor dos impostos que ela precisava pagar. Ela foi demitida do seu trabalho e saiu da casa da mãe para se dedicar a ser camgirl. Ela vende seu conteúdo em diversas plataformas, como Privacy, OnlyFans e Telegram, pelo VibX. Seu apelido era inicialmente pejorativo e vem de seu corte de cabelo, que é similar ao do ator Marcos Oliveira enquanto encenava Beiçola na série A Grande Família. Em 2023, ela passou a cursar publicidade.
Martina faz propaganda de seu conteúdo em Porto Alegre de diversas formas, como vídeos onde conta sobre suas experiências sexuais, pegadinhas ou abordando homens perguntando "tapa ou beijo?" ou "R$ 2 ou um presente secreto?", além de lambe-lambes, adesivos e um outdoor que continham um QR Code com um link para sua conta na Privacy. Ela publicou uma propaganda vestida de Beiçola em um letreiro na Times Square, em Nova Iorque. Ela também comprou um Opala 1978 laranja para divulgar seu trabalho, que possui a mesma cor que a Privacy. Ela vendeu o carro por problemas mecânicos, porém possui um Jeep Compass, uma moto Yamaha MT 03 e um Mustang Mach-E, mesmo que até outubro de 2024 não tivesse tirado sua CNH. Em 2023, foi cancelada nas redes sociais por publicar um vídeo onde constrange um garoto em um shopping de Porto Alegre ao mostrá-lo fotos suas nua. Em 2024, Martina viralizou ao supostamente tatuar o QR Code para sua conta na Privacy no rosto. Também viralizou por conseguir patrocínio do time amador de futsal Facção Carinhosa e por debater com Paulo Kogos no podcast redpill RedCast. Em junho, anunciou que estava leiloando seus dentes do siso por R$ 40 mil, ato proibido pela Lei nº 9.434/1997, algo que foi notificado pelo próprio X. Em seguida, anunciou que o leilão era uma brincadeira. Em agosto de 2024, ganhou um prêmio por ter atingido o faturamento de R$ 1 milhão no OnlyFans.
Após denúncia de Sergio Junior, militante do Movimento Brasil Livre, o outdoor em Porto Alegre foi removido e Martina foi notificada pelo Ministério Público após a Promotoria de Justiça do Meio Ambiente de Porto Alegre instaurar um inquérito civil por poluição ambiental. Em seguida, lançou uma promoção em homenagem a notificação. Membros do MBL comemoraram o ocorrido, mas foram postados vídeos dos mesmos seguindo perfis de conteúdo adulto nas redes sociais. De acordo com ela, nos dois dias seguintes ela obteve seu maior faturamento até então, e alcançou o top 1 do Privacy. Martina fez outra propaganda em outdoor após a notificação.

## Relação com Marcos Oliveira
Em janeiro de 2024, foi anunciado que Martina atuaria com Marcos Oliveira na peça Entre Olhares, escrita por Beatrice Arouca e dirigida por Thiago Picchi, baseada na canção "Pais e Filhos" do Legião Urbana. Na época, Marcos estava passando por dificuldades financeiras por ter caído em um golpe e Martina havia arrecadado dinheiro para o ator e ajudou a divulgar sua biografia. Em setembro, Martina doou R$ 12.123,14 para Marcos, quase quitando a dívida de três meses do aluguel atrasado e evitando que ele fosse despejado. Ela também anunciou o pagamento de outros R$ 7.204,16 dos próximos dois aluguéis. O ato de Martina foi criticado na internet devido a sua profissão, mas Marcos afirmou que "(...) se alguém xingar ela de  puta, direi que é minha filha. A puta sou eu. Me prostituo nas artes fazendo qualquer papel só para poder atuar".